# El Prat (Gaià)
El Prat o Cal Prat és un mas al nucli de Gaià (Bages) protegit com a bé cultural d'interès local.
Edifici orientat al sud-oest. Tipus II de la classificació de J. Danés. Edifici de tres plantes, que originàriament era de dues, ja que la tercera es construí el 1847. Porta adovellada. Material de construcció: pedra i tàpia. A l'arxiu de Cal Prat (que es troba a la casa nova de Cal Prat situada al límit meridional del municipi) hi ha documents que fan referència als tributs que pagava el mas així com les diverses compres d'aquest. Hi ha documents que daten del segle xv. En el fogatge de 1553 hi surt en Joan Prat que fou possiblement un dels primers propietaris. Les inscripcions a les pedres de l'edifici senyalen la data de construcció (1691) i de les següents ampliacions.